# Dramatología
La dramatología se basa en el estudio de la acción fílmica, estrechamente relacionada con la Cosmología (universo fílmico) y la Iconología (análisis de la imagen fílmica).
Mantiene relación con la dramaturgia, que inicialmente solo apelaba al texto teatral y con el tiempo acabó estando presente en toda obra escrita con el fin de poder representar una historia (como en los guiones cinematográficos y las telenovelas).

## Introducción
Aplicado a la cinematografía, una película argumental es una narración fílmica, teniendo elementos comunes con otras narraciones como la escenificada y la novelada. Analizando su aspecto fílmico, tiene caracteres exclusivos.
Las dos bases fundamentales de la misma son el  argumento y el montaje las cuales no son físicamente separables: el argumento contiene el montaje y el montaje sigue al argumento. Con esto, podemos ver que entre el guion técnico y la película finalizada, solo media la diferencia entre un proyecto y su realización.
Para tratar la acción fílmica, hemos de partir de una premisa fundamental que puede aplicarse a todas las artes: una obra de arte alcanza el más alto nivel de realización estética cuando ha sido producida utilizando funcionalmente y primariamente los instrumentos de expresión específicos de ese arte. Esto no ha de ser olvidado en ningún momento, exigiéndose así la primacía del lenguaje específico. Aplicado al cine, la adecuada realización estética de una película implica la utilización primaria del lenguaje fílmico, pudiendo utilizarse de manera secundaria otros lenguajes propios de otras artes, todo fundado lógicamente a partir de la imagen en movimiento como elemento básico.

## Contenido y Expresión
Hablando de la génesis de una obra de arte, tiene lugar la concepción de lo expresable. Una vez realizada esa obra, no existe diferencia física entre el contenido y la expresión, habiendo una realidad física única y concreta. Con esto, podemos ver que no hay distinción entre fondo y forma, lo que podemos relacionar con el cine que a su vez consta de una materia y una estructura.  
Pero no hemos de confundir o físico con lo estético: integrando una perfecta unidad física pueden distinguirse er dos elementos claramente diferenciables por un análisis mental. Esta distinción se da en el orden de la realidad física, pudiendo darse una misma materia dentro de este orden físico con diversas estructuras. 
Hemos de considerar que una misma historia como materia puede presentarse con diversas estructuras, dado que la materia no puede existir aisladamente, ni tampoco la forma. Una materia concreta (historia tomada de la realidad o de la fantasía) puede ser tratada a partir de varias disciplinas artísticas (literatura, cine, teatro), pudiendo ser idéntica bajo formas variadas. Llegados a este punto, podemos plantear la distinción en una película entre el complejo físico de materia y figura y el complejo artístico de la obra de arte.
Entrando en la preparación literaria de una obra de arte, tenemos un primer paso en el que el autor elige un asunto y empieza a delinear el argumento. Con esto, ofrece a ese mismo asunto un tratamiento distinto, que se adaptará a la disciplina artística en la que se desarrolla el mismo. El factor común a todos los artistas, es que es que hay un asunto narrable (asunto como materia física y narrable como estructura estética) que es absolutamente idéntico para la comedia, la novela y la película. El escritor extrae de ese asunto físico el contenido poético, por lo que no solo da forma a través de un lenguaje técnico, sino que también a partir de la expresión estética (que puede ser orma fílmica, estética teatral o forma literaria).
Sea cual sea la expresión estética utilizada, ninguna agota la fecundidad de un contenido poético, siendo apto para asumir varias formas. Lejos de caer en un formalismo estrecho, el artista debe dar todo su valor al contenido poético de la realidad, y a su posibilidad de múltiples expresiones estéticas: ya que el contenido es todo hallazgo poético expresable con técnicas y estéticas diversas. En caso de no existir un contenido realmente poético, la expresión de la obra de arte cae en dos errores fundamentales: o se disocia el contenido limitándose al virtuosismo técnico (formalismo), o se rebaja adecuándose a la vulgaridad del contenido (prosaísmo).
En una obra de arte, el asunto físico tiene mucha menos importancia que el contenido poético extraído del asunto, y que la expresión estética dad al contenido. Sin embargo, decir que en el arte lo único que importa es la forma, constituye un grave error contra la filosofía más primaria: el sentido común. 
En resumen, la dualidad de contenido y expresión no tiene realidad física, dado que ninguno de estos dos elementos puede existir físicamente aislado del otro. Ambos elementos, pueden ser sin embargo considerados separadamente a través de una realidad física o estética. El creador no solo concibe formas valiéndose de la maestría técnica, sino que también emplea la inspiración estética. Sobre la base de esto, podemos hablar de figuras magistrales de la historia del arte como Fausto , Hamlet  o Don Quijote , que nó solo son creaciones artísticas que valen como puras formas: su contenido poético ha tenido diversas expresiones estéticas en varias artes; y cada una de estas expresiones tiene un carácter de nueva interpretación personal.

## Análisis de García Barrientos
Tratando el análisis de García Barrientos en torno al cine, el autor considera a partir de la lectura de Ortega y Gasset la separación entre espectáculo y literatura, considerando que esta última como algo que ocurre “dentro de nosotros”, dado que se da una situación comunicativa se pliega al espacio-tiempo del receptor. En el cine o el teatro, el espectáculo, se requiere un previo acuerdo que nos permita coincidir en el mismo espacio-tiempo, dado que ocurre fuera y hemos de ir al encuentro de aquel. De este modo, vemos una oposición en el lenguaje escrito y la oralidad, de carácter más directo.
Abriendo un segundo apartado, podemos ver que espectáculos como el teatro son “actuaciones”, mientras que la cinematografía al ser trasladada al formato de video puede ser consumida por nosotros individualmente, actuando así como “escrituras”. Tenemos así una separación entre el teatro como espectáculo de producción oral “en vivo”, y el cine como espectáculo de escritura grabado “en diferido”. Citando a Henri Gouhier:

En la representación hay presencia y presente . Esta doble relación con la existencia y con el tiempo constituye el teatro.
Henri Gouhier

Entrando en los espectáculos de actuación, se exige el cumplimiento de dos condiciones: la presencia de actores y espectadores con un previo acuerdo en un mismo espacio-tiempo que haga posible así un cambio comunicativo bilateral, y un presente o simultaneidad entre producción y recepción del mismo. Esto implica que el espectáculo no solo se consuma en sí mismo, sino en el transcurso de su realización por el hecho de ser “acontecimientos” imposibles de “reproducir”. Ante esto, vemos que en el caso de las escrituras asistimos a una “reproducción”, distinguiendo dos procesos: la creación y el consumo. Fedor Stepun afirmaba:

El teatro es una forma de vida, el cine una forma formada [...] el teatro es un estado, el cine un valor objetivo. En el cine tenemos que habérnoslas con una cosa independiente de nosotros: la fotografía [...] en el teatro nos enfrentamos con lo categórico de la personalidad creadora viviente.
Fedor Stepun

Bajo esta consideración las escrituras trascienden de la vida fijando sus obras en materiales inertes. modelando sus formas en materias carentes de vida, construyendo objetos. Así, las actuaciones se sustentan en los objetos que las producen y consumen, plasmando sus formas en materia viva.
Cabe considerar también que su trabajo se fundamenta en la teoría de Gennete, en concreto su análisis del modo de representación teatral del tiempo, del espacio, de la distancia o de la focalización, abordando siempre un carácter epistemológico.